# Raoul Daufresne de la Chevalerie
Raoul Daufresne de la Chevalerie (ur. 17 marca 1881 w Brugii, zm. 25 listopada 1967 w Uccle) – belgijski wojskowy, generał, piłkarz,  hokeista na trawie.

## Kariera
W latach 1903–1907 był piłkarzem Cercle Brugge, był też przez 2 lata prezydentem tego klubu. Jego kariera zawodnicza i prezydentura w Cercle Brugge zakończyły się nagle, gdy przeniósł się do rywali Cercle, Club Brugge, aby zostać członkiem zarządu, a także graczem niebiesko-czarnej drużyny. Podczas igrzysk w Antwerpii w 1920 był trenerem reprezentacji Belgii w piłce nożnej, wystąpił w turnieju tenisowym, a także zdobył brązowy medal w hokeju na trawie.

## II wojna światowa
W 1939 roku po ogłoszeniu mobilizacji został dowódcą 17 dywizji. Po kapitulacji został na krótko zatrzymany. Po zwolnieniu uciekł do Wielkiej Brytanii, gdzie w randze generała-porucznika stanął na czele wolnych Belgów. Po zakończeniu wojny był na krótko attaché wojskowym w Czechosłowacji, a następnie przeszedł w stan spoczynku.